# Antoine Anselme
Antoine Anselme, nascido em L'Isle-Jourdain em Armagnac (condado de L'Isle-Jourdain, 13 de janeiro de 1652 - abadia de Saint-Sever, 8 de agosto de 1737), foi um pregador francês.

## Biografia
Antigamente apelidado de "o pequeno profeta" por seu dom de repetir perfeitamente com gestos os sermões que ouvia. Ele estudou em Gimont e depois em Toulouse antes de se tornar padre. Ele ganhou duas vezes o prêmio de Ode da Academy of Floral Games e se entregou ao ministério da pregação. Ele começou com tanto sucesso que recebeu o apelido de "Pequeno profeta", que sempre manteve. Notado pelo Marquês de Montespan, que o escolheu como tutor de seu filho, o Marquês de Antin, seus sermões trouxeram-lhe rapidamente uma sólida reputação como orador religioso na capital.  
Em 1681 a Academia Francesa o escolheu para escrever a introdução de um Panegírico em louvor a São Luís e a partir daí foi ouvido em todas as freguesias da capital. Dois anos depois, ele pregou na corte: os dias da Última Ceia e de Pentecostes. Em 1698 ele pregou Advento e Quaresma. Em 1709, ele encerrou sua longa carreira. Em uma de suas cartas (8 de abril de 1689), Madame de Sévigné notou sua inteligência, sua eloqüência, seu encanto e sua devoção e disse dele: "Dificilmente há qualquer outro pregador que eu acho que deveria preferir a ele".  
Membro da Academia de Inscrições em 1710, morreu na Abadia de Saint-Sever que lhe foi dada por Luís XIV em 1699.  
Suas obras tiveram um sucesso significativo.    

## Escritos
- Coleção de orações fúnebres pronunciadas por Sir Anthony Anselm, Abade de Saint-Sever Cap de Gascogne, Pregador Ordinário do Rei em Paris na casa de Louis Josse, 1701: contendo os elogios a Madame de Rohan (Marie-Eleonore de Rohan), A Abadessa de Malnoue ( Seine-et-Marne ), Marie-Thérèse da Áustria, Charles de Sainte-Maure - Duque de Montausier, Lord Richard Talbot - Duque de Tyrconnell e Vice-Rei da Irlanda, Anne Marie Louise d'Orléans, Duquesa de Montpensier, Gaspard de Fieubet - conselheiro regular do rei em seu Conselho de Estado, Chanceler da Rainha. . .
- Algumas odes na Academia de Jogos Florais de Toulouse
- Panegíricos de Santos e orações fúnebres em Paris, 1718, 3 vols. 8 °. (Adornado com seu retrato de Simonneau)
- Sermões do Advento, Quaresma e vários tópicos, Paris, 1731, 4 vols. 8 ° e Paris. J.-M Gandouin, 1731, 6 vols. 12 °.
- Vários ensaios publicados nas Memórias da Academia de Inscrições entre 1724 e 1729.

## Iconografia
O retrato de Antoine Anselme foi pintado por Hyacinthe Rigaud por volta de 1719, se for possível acreditar na data no verso da única cópia conhecida da tela. 
O trabalho também é conhecido a partir de uma gravura de Charles Simonneau datada de 1717, de acordo com Hulst, que colocou a confecção da tela em 1713. 